# Martin Fraisl
Martin Fraisl (10 mei 1993) is een Oostenrijks voetballer die als doelman voor FC Midtjylland speelt.

## Carrière
Martin Fraisl speelde in de jeugd van Sportunion Wolfsbach, waarna hij in het Oostenrijkse amateurvoetbal voor USC Seitenstetten, SV Sierning en Wiener Sportklub speelde. In 2014 vertrok hij naar Bundesligaclub SC Wiener Neustadt, wat hem direct weer verhuurde aan Wiener Sportklub. Toen hij na een seizoen verhuur terugkeerde, was Wiener Neustadt gedegradeerd naar de Erste Liga. Hier speelde hij één wedstrijd en halverwege het seizoen 2015/16 vertrok hij naar competitiegenoot Floridsdorfer AC, waar hij vaker in actie kwam. Hier baarde hij opzien door als een spelverdeler te fungeren. Hij voetbalde vaak mee buiten zijn eigen zestienmetergebied en dribbelde regelmatig langs aanvallers van de tegenpartij. Bovendien scoorde hij eenmaal: In de met 3-3 gelijkgespeelde uitwedstrijd tegen Kapfenberger SV op 18 mei 2018 kopte hij in de 90+3e minuut de gelijkmaker binnen uit een corner. In 2018 vertrok hij naar Roemenië, waar hij een seizoen voor FC Botoșani speelde. Na anderhalf seizoen in de 2. Bundesliga bij SV Sandhausen vertrok hij na een conflict op de training in de winterstop van het seizoen 2020/21 naar ADO Den Haag. In zijn tweede wedstrijd voor de club, thuis tegen PSV (13 februari 2021, eindstand 2-2) baarde Fraisl meteen opzien door twaalf reddingen te verrichten, een record voor een ADO-doelman sinds de statistieken worden bijgehouden. Na een half seizoen in Den Haag en degradatie, vertrok Fraisl naar het tevens gedegradeerde FC Schalke 04 voor de functie van tweede doelman. Na twee maanden nam hij de positie van eerste doelman over van Ralf Fährmann. Met Schalke werd hij kampioen van de 2. Bundesliga. Fraisl promoveerde niet mee naar de Bundesliga, maar maakte de overstap naar het net uit de Bundesliga gedegradeerde Arminia Bielefeld. Dit werd geen succes: Arminia degradeerde voor het tweede seizoen op rij. Fraisl maakte hierna de overstap naar het Deense FC Midtjylland.

### Statistieken
| Seizoen                    | Club                  | Land           | Competitie       | Competitie | Competitie | Beker | Beker | Overig | Overig | Totaal | Totaal |
| Seizoen                    | Club                  | Land           | Competitie       | Wed.       | Dlp.       | Wed.  | Dlp.  | Wed.   | Dlp.   | Wed.   | Dlp.   |
| -------------------------- | --------------------- | -------------- | ---------------- | ---------- | ---------- | ----- | ----- | ------ | ------ | ------ | ------ |
| 2013/14                    | Wiener Sportklub      | Oostenrijk     | Regionalliga Ost | 21         | 0          | 0     | 0     | –      | –      | 21     | 0      |
| 2014/15                    | SC Wiener Neustadt    | Oostenrijk     | Bundesliga       | 0          | 0          | 0     | 0     | –      | –      | 0      | 0      |
| 2014/15                    | → Wiener Sportklub    | Oostenrijk     | Regionalliga Ost | 29         | 0          | 2     | 0     | –      | –      | 31     | 0      |
| 2015/16                    | SC Wiener Neustadt    | Oostenrijk     | Erste Liga       | 1          | 0          | 2     | 0     | –      | –      | 3      | 0      |
| 2015/16                    | Floridsdorfer AC      | Oostenrijk     | Erste Liga       | 15         | 0          | 0     | 0     | –      | –      | 15     | 0      |
| 2016/17                    | Floridsdorfer AC      | Oostenrijk     | Erste Liga       | 13         | 0          | 2     | 0     | –      | –      | 15     | 0      |
| 2017/18                    | Floridsdorfer AC      | Oostenrijk     | Erste Liga       | 34         | 1          | 1     | 0     | –      | –      | 35     | 1      |
| 2018/19                    | FC Botoșani           | Roemenië       | Liga 1           | 15         | 0          | 1     | 0     | –      | –      | 16     | 0      |
| 2019/20                    | SV Sandhausen         | Duitsland      | 2. Bundesliga    | 34         | 0          | 1     | 0     | –      | –      | 35     | 0      |
| 2020/21                    | SV Sandhausen         | Duitsland      | 2. Bundesliga    | 11         | 0          | 1     | 0     | –      | –      | 12     | 0      |
| 2020/21                    | ADO Den Haag          | Nederland      | Eredivisie       | 15         | 0          | 0     | 0     | –      | –      | 15     | 0      |
| 2021/22                    | FC Schalke 04         | Duitsland      | 2. Bundesliga    | 26         | 0          | 0     | 0     | –      | –      | 26     | 0      |
| 2021/22                    | FC Schalke 04 II      | Duitsland      | Regionalliga W.  | 1          | 0          | –     | –     | –      | –      | 1      | 0      |
| 2022/23                    | DSC Arminia Bielefeld | Duitsland      | 2. Bundesliga    | 29         | 0          | 1     | 0     | 2      | 0      | 32     | 0      |
| 2023/24                    | FC Midtjylland        | Denemarken     | Superligaen      | 5          | 0          | 3     | 0     | 0      | 0      | 8      | 0      |
| Carrièretotaal             | Carrièretotaal        | Carrièretotaal | Carrièretotaal   | 249        | 1          | 14    | 0     | 2      | 0      | 265    | 1      |
| Bijgewerkt op 7 april 2024 |                       |                |                  |            |            |       |       |        |        |        |        |